# L'inchiesta operaia
L'inchiesta operaia. Il significato attuale (in tedesco Die Ermittlungen der Arbeiter. Die aktuelle Bedeutung), è una delle ultime opere di Karl Marx, scritta nel 1880 e pubblicata da Friedrich Engels nel 1892. Apparentemente marginale rispetto agli scritti più teorici, l’Inchiesta operaia di Marx può essere compresa solo all’interno della sua più generale prospettiva metodologica volta a svelare scientificamente il carattere critico e non naturale del mondo sociale. Ripresa in contesti storici e politici da collettivi intellettuali e gruppi organizzati tra i più diversi a livello globale.

## Contenuto
"L’inchiesta operaia" è un approccio che combina produzione di saperi e organizzazione politica. Si pone l’obiettivo di creare conoscenza sul lavoro, lo sfruttamento, le relazioni tra classi e il capitalismo dalla prospettiva dei lavoratori stessi. Ci sono due forme di inchiesta operaia. La prima è l’inchiesta “dall’alto”, che usa le tradizionali metodologie di ricerca per accedere al posto di lavoro. La seconda è l’inchiesta “dal basso”, basata sul metodo della “conricerca”, in cui sono gli stessi lavoratori a condurre il processo di produzione del sapere. In presenza delle condizioni necessarie, l’inchiesta dal basso è nettamente preferibile.
La conoscenza prodotta da entrambe queste forme di inchiesta è utile non solo per capire il capitalismo, ma anche per organizzarsi contro di esso. Ci sono due ragioni per le quali Marx si concentrò sul lavoro. In primo luogo, esso è centrale per la prospettiva di classe. Dal punto di vista del lavoratore individuale, è difficile capire come il lavoro riproduca quotidianamente il capitalismo. Ma i lavoratori sanno intuitivamente che, se smettessero di lavorare, tutto si fermerebbe. Collettivamente, i lavoratori compiono funzioni essenziali in differenti fasi della produzione e della circolazione. Sulla base di questa posizione, la classe può sviluppare una prospettiva unica. Tale prospettiva riflette l’esperienza diretta dello sfruttamento capitalista e ci indirizza verso le forme di lotta che possono distruggerlo. Una rivoluzione vittoriosa deve partire dal basso. In secondo luogo, il capitalismo dipende completamente dal lavoro. Senza lavoro, non c’è né produzione di nuovo valore né modo di produzione capitalista. La relazione di classe espressa nel lavoro è fondamentale per analizzare la società. Ma per capire il capitalismo è anche necessario andare oltre la comprensione della relazione di classe. Il lavoro è la sola relazione in cui i lavoratori producono plusvalore, ma non è la sola fonte di oppressione sociale. Si deve quindi considerare tutti gli aspetti della vita dei lavoratori.
Lo sfruttamento capitalista non è un’idea astratta; esso prende sempre forme particolari e materiali. Il capitalismo si trasforma tramite la lotta di classe, sviluppando nuovi processi lavorativi e tecnologie, movimenti globali di persone e capitali e settori economici. Il terreno della lotta di classe muta, e con esso cambia la classe stessa. Si deve analizzare questo terreno per scoprire dove il capitale è debole e dove i lavoratori sono forti. L’inchiesta operaia, quindi, non fa luce solo sui mutamenti delle forme del lavoro, ma anche sui mutamenti delle forme di lotta.
Gli operai italiani avevano un’espressione per indicare queste mutevoli forme del lavoro e delle lotte: “composizione di classe”. La composizione di classe si divideva in due aspetti. Il primo è la “composizione tecnica”, ovvero la specifica organizzazione materiale della forza lavoro tramite le relazioni sociali lavorative. È composto di fattori quali l’impiego di tecnologie, le tecniche di management e la progettazione generale del processo lavorativo. Il secondo aspetto è quello della composizione politica, che deriva dalla composizione tecnica. Si tratta qui dell’autorganizzazione della classe come forza di lotta. Ciò comprende fattori quali le tattiche di resistenza sul posto di lavoro, le forme organizzative dei lavoratori e le espressioni politiche della lotta di classe. La composizione tecnica è la base su cui si appoggia la composizione politica, ma il passaggio dalla prima alla seconda non è né automatico né prevedibile. Si tratta piuttosto di uno sviluppo interno, di una crescita politica che porta a un balzo in avanti. Tale balzo definisce in ultima istanza la prospettiva politica della classe.